# Snape
Pour les articles homonymes, voir Snape (Yorkshire du Nord).
Snape est un village et une paroisse civile du Suffolk, en Angleterre. Il est situé dans l'est du comté, sur le fleuve Alde (en), à 8 km à l'ouest de la ville côtière d'Aldeburgh. Administrativement, il relève du district d'East Suffolk. Au recensement de 2011, il comptait 611 habitants.
Le village abrite un cimetière de l'époque anglo-saxonne, avec un bateau-tombe similaire à celui de Sutton Hoo.

## Étymologie
Le toponyme Snape provient soit du vieil anglais reconstruit *snæp, désignant un terrain marécageux, ou du vieux norrois snap, désignant un pâturage de mauvaise qualité. Il est attesté sous la forme Snapes dans le Domesday Book, compilé en 1086.

## Personnalités liées à la paroisse
- Jack Marshall (1912-1988), premier ministre de Nouvelle-Zélande, est décédé dans cette commune